# Osteodontornis orri
Osteodontornis orri — викопний вид морських птахів вимерлої родини костезубих (Pelagornithidae), що існував в міоцені (20-6 млн років тому).

## Скам'янілості
Численні рештки птаха знайдено вздовж північного узбережжя Тихого океану. Вони знайдені в Каліфорнії (формації Монтерей, Round Mountain Silt), Орегоні, Японії (формації Нагура неподалік міста Тітібу, Ої та Мізунамі). Подібні рештки знайдено у Венесуелі та Перу, але чи вони належать до Osteodontornis, чи до якогось близького роду ще не вирішено.

## Опис
Це був великий морський птах заввишки 1,2 м та розмахом крил 5,5-6 м. Довжина черепа разом з дзьобом сягала до 40 см. Очна ямка — близько 5,3 см. Дзьоб складав приблизно три чверті від довжини черепа. У дзьобі були зубоподібні вирости, завдяки яким птах втримував слизьку здобич (найімовірніше, рибу). Крила вузькі, але міцні, як у сучасних альбатросів. Плечова кістка у найширшому місці сягала 3,5 см завтовшки.